# Геймех
Гейме́х (пер.: قیمه‎) — іранське рагу (Хореш), що готується з баранини, томатів, колотого гороху, цибулі та лумі. Рагу подаєтеся разом з баклажанами, або смаженою картоплею чи рисом.

## Етимологія
Назва страви походить від тюркського qıyma (фарш) або від урду keema, турецькою kıyma та грецькою κιμάς.

## Іракський варіант
Іракська qeema готуєтеся з тонко нарізаного м'яса та колотого гороху. Готується щорічно на день Ашура.

## Інші варіації страви
- Геймех сібзаміні (пер.: قیمه سیب زمینی‎): подається з картоплею фрі.
- Геймех бадемжан (пер.: قیمه بادمجان‎): подається з печеними баклажанами.
- Геймех несар (пер.: قیمه نثار‎): подається з мигдалем та смаженою цибулею; переважно в Казвіні.
- Пічак-геймех (пер.: پیچاق قیمه‎): інший варіант страви з мигдалем та смаженою цибулею; переважно готують в Ардебілі. Пічак (азербайджанською pıçaq) перекладається як «ніж», іноді кладуть мигдаль.
- Геймех рашті (пер.: قیمه‌ رشتی‎): з кисло — гранатовою пастою, гранатовим соком, томатом та вержусом; переважно в Решті.
- Геймех нокхуд (пер.: قیمه‌ نخود‎): з цілим горохом замість колотого; переважно в Перській затоці та березі Ірану; схожий на абгушт.
- Геймех каду (пер.: قیمه‌ کدو‎): з запеченим гарбузом шматочками або всередині нього.
- Геймех Бех (пер: قیمه به‎): з цілою або нарізаною шматочками айвою
- Геймех Баміех (пер: قیمه بامیه‎): зі смаженою бамією. Іноді додають лимонний сік та корицю